# Miracolo di una notte d'inverno
Miracolo di una notte d'inverno (Joulutarina) è un film del 2007 diretto da Juha Wuolijoki.
Il film, di produzione finlandese, racconta le avventure di un ragazzo di nome Nikolas che diventerà Babbo Natale. È stato quasi interamente girato in Lapponia nella località di Utsjoki ed uscito in anteprima per la Finlandia il 4 novembre 2007, solo nella città di Lahti. Il film è costato (approssimativamente) €2.500.000 ed incassato €1.915.465 (in Finlandia).

## Trama
Dopo aver perso i genitori in un drammatico incidente, Nikolas viene adottato dalla comunità in cui vive, trascorrendo la propria vita vagabondando da famiglia in famiglia. Per ringraziare le persone che si prendono cura di lui, Nikolas comincia ad intagliare giocattoli da regalare ai figli delle famiglie in cui vive. Quando una piaga disastrosa colpisce il villaggio, Nikolas è costretto ad abbandonare la città, trovando riparo da un eremita falegname che lo istruirà sull'arte dell'intaglio del legno. Man mano che cresce, Nikolas, vive sempre di più nello spirito del Natale ed ogni anno che passa, passa più tempo a dedicare alla festività la propria vita costruendo giochi per bambini poco fortunati.

## Produzione

### Cast
- Hannu-Pekka Björkman: Nikolas
- Otto Gustavsson: Nikolas (a 13 anni)
- Jonas Rinne: Nikolas (a 7 anni)
- Kari Väänänen: Iisakki
- Minna Haapkylä: Kristiina
- Mikko Leppilampi: Hannus
- Mikko Kouki: Eemeli
- Oskari Heimonen: Eemeli (a 11 anni)
- Roi Ron: Eemeli (a 5 anni)
- Laura Birn: Aada
- Nella Siilasmaa: Aada (a 9 anni)
- Antti Tuisku: Mikko
- Alpo Sipilä: Mikko (a 9 anni)
- Matti Ristinen: Einari
- Eeva Soivio: Aleksandra